# Latady Island
Latady Island – płaska, pokryta lodem wyspa antarktyczna, do której prawa roszczą sobie Chile i Wielka Brytania. Długość ok. 115 km, szerokość ok. 48 km. Leży na południe od Wyspy Charcota i na zachód od Wyspy Aleksandra. 
Zarys wyspy odkrył w 1929 George Hubert Wilkins, lecz ze względu na połączenie lodowe z głównym lądem nie potraktowano tego obszaru jako wyspę. Została sfotografowana z powietrza na przełomie 1947–48, a naniesiona na mapy dopiero w 1960. Nazwana przez Brytyjski Komitet Nazw Antarktycznych na cześć Williama R. Latady'ego, fotografa lotniczego i nawigatora.